# Anton Gschwendtner
Anton Gschwendtner (* 1984 in Freising) ist ein deutscher Koch.

## Werdegang
Gschwendtner entstammt einer Gastronomenfamilie aus Tünzhausen. 2000 begann er nach einem Praktikum im Hotel Königshof in München bei Götz Rothacker eine Kochausbildung im Forsthaus am See in Possenhofen an. Dann ging er zum Hotel Bareiss in Baiersbronn und zum Restaurant Acquarello  bei Mario Gamba in München (ein Michelinstern). Er wechselte zu Johann Lafers Restaurant Le Val d'Or  in Stromburg (zwei Michelinsterne) und dann in die Schweiz zu Petermann's Kunststuben bei Horst Petermann in Küssnacht (zwei Michelinsterne). 2005 ging er für neun Jahre – zuletzt als Souschef – zum Atelier & Garden im Bayerischen Hof in München.
Im April 2015 wurde er Küchenchef er zum Sofitel Bayerpost  in München, erweiterte seine Kenntnisse in Intensivpraktika bei Harald Wohlfahrt und Christian Jürgens. 2011 legte der junge Koch selbst die Prüfung zum Küchenmeister ab. 2016 wurde er Küchenchef im Délice La Brasserie in München. Danach kochte er im Das Loft in Wien.
Von 2018 bis 2021 war er Küchenchef im Restaurant Olivio in Stuttgart, das 2019 mit einem Michelinstern und 2020 mit dem zweiten Michelinstern ausgezeichnet wurde.
Mitte August 2021 wurde Gschwendtner Küchenchef im Atelier in München. Im März 2022 wurde das Atelier mit zwei Michelinsternen ausgezeichnet.

## Auszeichnungen
- 2019: ein Michelin-Stern für das Restaurant Olivio
- 2020: zwei Michelin-Sterne für das Restaurant Olivio
- 2022: zwei Michelin-Sterne für das Restaurant Atelier